# Reuteroscopus abroniae
Reuteroscopus abroniae är en insektsart som beskrevs av Knight 1965. Reuteroscopus abroniae ingår i släktet Reuteroscopus och familjen ängsskinnbaggar. Inga underarter finns listade i Catalogue of Life.